# Tricongius granadensis
Espèce
Tricongius granadensis est une espèce d'araignées aranéomorphes de la famille des Prodidomidae.

## Distribution
Cette espèce est endémique du département de Santander en Colombie,. Elle se rencontre vers San Gil.

## Description
La femelle holotype mesure 6,5 mm.

## Systématique et taxinomie
Cette espèce a été décrite par Mello-Leitão en 1941.

## Étymologie
Son nom d'espèce, composé de granad[a] et du suffixe latin -ensis, « qui vit dans, qui habite », lui a été donné en référence au lieu de sa découverte, la Nouvelle-Grenade.

## Publication originale
- Mello-Leitão, 1941 : « Catalogo das aranhas da Colombia. » Anais da Academia Brasileira de Ciências, vol. 13, p. 233-300.